# Nikolai Petrowitsch Anikin
Nikolai Petrowitsch Anikin (russ. Николай Петрович Аникин; * 25. Januar 1932 in Ischim; † 14. November 2009 in Duluth, Minnesota, USA) war ein russischer Skilangläufer, der in den späten 1950er und frühen 1960er Jahren für die Sowjetunion startete.

## Werdegang
Anikin holte bei den Olympischen Winterspielen 1956 in Cortina d’Ampezzo die Goldmedaille mit der Staffel. Zudem wurde er dort Siebter über 15 km. Im Jahr 1957 wurde er sowjetischer Meister mit der Staffel und erhielt er für seine Verdienste das sowjetische Ehrenzeichen. Bei den Nordischen Skiweltmeisterschaften 1958 in Lahti gewann er die Silbermedaille mit der Staffel. In den Einzelrennen belegte er den 16. Platz über 50 km, den 14. Rang über 30 km und den neunten Platz über 15 km. Im März 1958 wurde er beim Holmenkollen Skifestival Siebter über 50 km. Zwei Jahre später gewann er bei den Olympischen Winterspielen in Squaw Valley jeweils die Bronzemedaille über 30 km und mit der Staffel. Zudem errang er dort den 13. Platz über 50 km und den zehnten Platz über 15 km. Im folgenden Jahr kam er bei den Lahti Ski Games auf den zweiten Platz über 50 km.

## Erfolge
- Olympische Winterspiele 1956 in Cortina d’Ampezzo: Gold mit der Staffel
- Olympische Winterspiele 1960 in Squaw Valley: Bronze mit der Staffel, Bronze über 30 km
- Nordische Skiweltmeisterschaften 1958 in Lahti: Silber mit der Staffel